# مایکل بیلی اسمیت
مایکل بیلی اسمیت (انگلیسی: Michael Bailey Smith؛ زادهٔ ۲ نوامبر ۱۹۵۷) یک هنرپیشه اهل ایالات متحده آمریکا است.

## گزیده فیلمشناسی
از فیلم‌ها یا برنامه‌های تلویزیونی که وی در آن نقش داشته‌است می‌توان به آثار زیر اشاره کرد.
- کابوس در خیابان الم ۵: کودک رؤیایی (۱۹۸۹)
- سایبورگ ۳: بازیافت (۱۹۹۴)
- چهار شگفت‌انگیز (۱۹۹۴)
- بهترین بهترین‌ها ۳: هیچ راه بازگشتی نیست (۱۹۹۵)
- مورفی براون (۱۹۹۵–۱۹۹۶)
- نمایش درو کری (۱۹۹۶)
- آرلیس (۱۹۹۸)
- مریخی محبوب من (۱۹۹۹)
- پرونده‌های ایکس (۱۹۹۹)
- بخش ویژه (۲۰۰۰)
- بافی قاتل خون‌آشام‌ها (مجموعه تلویزیونی) (۲۰۰۰)
- افسون‌شده (۲۰۰۰–۲۰۰۲)
- دنیای مالکوم (۲۰۰۲)
- مردان سیاه‌پوش ۲ (۲۰۰۲)
- ماسک سیاه ۲: شهر ماسک‌ها (۲۰۰۲)
- در جهنم (فیلم) (۲۰۰۳)
- او. سی' (۲۰۰۵)
- کدبانوهای وامانده (۲۰۰۵)
- نام من ارل است (۲۰۰۶–۲۰۰۷)
- تپه‌ها چشم دارند ۲ (۲۰۰۷)
- نامه زنجیره‌ای (فیلم) (۲۰۱۰)
- روزهای زندگی ما (۲۰۱۰)
- چاک (مجموعه تلویزیونی) (۲۰۱۱)
- دکتر هاوس (۲۰۱۱)
- دو مرد و نصفی (۲۰۱۱)
- بی‌شرم (مجموعه تلویزیونی آمریکایی) (۲۰۱۲)